# LaSexta
laSexta é um canal de televisão espanhol de âmbito nacional e em aberto, que emite através da televisão terrestre, tanto em analógico como em digital. É um dos dois canais de televisão da Gestora de Inversiones Audiovisuales La Sexta, juntamente com o canal Gol Televisión.
A programação é generalista, mas com especial presença de programas de humor e entretenimento, séries norte-americanas e retransmissões desportivas.
A GIA La Sexta possui duas sedes, uma na Ciudad de la Imagen em Pozuelo de Alarcón (Madrid), onde se gravam os informativos (laSexta | Noticias), programas e logística diversa, e outra no centro Imagina em Esplugues de Llobregat (Barcelona), onde se gere a sua continuidade e emissão.

## História

### Inícios
O canal teve suas origens em 2001 como Beca TV. O canal foi registrado pela primeira vez em 18 de Março e, mais tarde, foi lançado oficialmente em 1 de abril, mas, infelizmente, o canal foi fechado em 21 de Julho de 2003, devido a problemas financeiros.
Dois anos depois, em 2005, o canal educacional já extinto foi substituído por um novo canal chamado laSexta. O canal foi fundado por Antonio García Ferreras em 25 de Novembro, naquele ano, quando GIA La Sexta recebeu a licença de transmissão. Então, o novo canal tornou-se o sucessor da Beca TV e começou a transmitir na TDT em 12 de Dezembro, pouco antes das frequências analógicas de Madrid (33) e Barcelona (63) serem conhecidas.
No dia 23 de Dezembro começa a sua emissão analógica com uma vinheta que emitia em digital, nas cidades de Madrid e Barcelona, estendendo-se posteriormente. No dia 23 de Janeiro de 2006 começa a emissão de um vídeo promocional sobre a sintonização do canal de televisão, e não seria até ao dia 20 de Fevereiro que começavam as emissões em provas com conteúdos. As emissões começam às 21:00 h com documentários ("Champions", "Natura") e programas dedicados ao tunning, "Tuning Manía". Desde o dia 22 de Fevereiro, a laSexta já emite 12 horas diárias de programação.
No dia 2 de Março, produz-se a primeira emissão em directo, com um jogo de futebol entre a Croácia e a Argentina, 5 dias antes de que no Círculo de Bellas Artes, José Miguel Contreras desse a conhecer no Fórum Europa a data oficial de início de emissões do canal de televisão, dia 27 de Março.
Nesse dia produz-se o lançamento oficial do canal com um programa apresentado pelo seu presidente, Emilio Aragón, onde se anuncia junto a Florentino Fernández, que o canal emitirá o Mundial de Futebol de 2006, mas os direitos dos jogos da selecção espanhola seriam partilhados com o canal de televisão Cuatro.
Desde o próprio início do canal, como demonstra a compra dos direitos de transmissão do mundial, assim como dos direitos de transmissão dos jogos de seleções, o canal tem a presença assídua do desporto na sua programação, e no dia 27 de Julho, a Mediapro, acionista da laSexta, anuncia a sua entrada na Audiovisual Sport e dias depois a concessão à laSexta, durante 3 anos, a emissão de um jogo de futebol em aberto, todos os sábados, às dez da noite, que até ao momento pertencia aos canais autonómicos integrados na FORTA (Conjunto das televisões autonómicas). Pouco depois anunciava-se que a laSexta partilharia com a TV3, TVG e Canal 9, esses direitos.
Também comprou os direitos do Campeonato da Liga Inglesa e dos do Mundial de Clubes do Japão en 2006, no qual participou o F.C. Barcelona.
O canal emitiu a final de 2007 do Campeonato da ULEB e ficou com os direitos de transmissão dos EuroBaskets de Espanha 2007, Polónia 2009 e Lituânia 2011 e do Mundobasket da Turquia 2010 (Direitos Comercializados pela Mediapro). Em Março de 2008 comprou à Mediapro os direitos de transmissão da Fórmula 1 para o período 2009-2013. No dia 18 de Abril do mesmo ano, anuncia a aquisição à FOM os direitos de transmissão da GP2 Series.
Desde o dia 1 de Julho de 2007, a laSexta deixou de emitir na plataforma Digital+, por existir um conflito devido à publicidade da plataforma, na que se mencionava que esta possuía "todo o futebol" sem mencionar o canal recém-criado, que por aquela altura emitia um jogo cada Sábado.
Enquanto a programas de produção própria, são os que mais fama deram ao canal, depois do desporto, destacando espaços como Sé Lo Que Hicisteis… na sobremesa, El Intermedio no access-prime time, Buenafuente no late-night ou Salvados no prime time dos Domingos. No que respeita a produção estrangeira, este canal fez importantes desembolsos para comprar séries de êxito nos EUA como Prision Break ou My Name Is Earl. Dispões de séries de animação como Family Guy ou Futurama.
No dia 30 de Maio de 2008 pôs-se em marcha a plataforma web 2.0 www.misexta.tv, onde os usuários podem ver os conteúdos das suas séries e programas favoritos em alta definição a qualquer hora e em qualquer lugar. A página web oficial é www.lasexta.com. O canal teve de utilizar este endereço por um Cybersquatter ter comprado o domínio ainda antes de lhe ser concedida a licença de emissão, este havia sido comprado pela TeleCinco, mas já foi comprado pela laSexta.
Em Abril de 2009 a laSexta bateu o seu recorde de audiência com um 7,7%, e no dia 4 de Junho de 2009, e pelo segundo dia consecutivo, a laSexta marcou o seu máximo histórico numa jornada sem eventos desportivos, alcançando assim um 7,7% de share. Na TDT terminou o dia com um 9,7% de share, superando assim a Cuatro (8,2%). Nessa mesma semana, a laSexta bateu os seus recordes em dias de semana, com um 6,8%.

## Críticas
Em Julho de 2008, o Ministério da Indústria abriu em expediente ao canal por emitir conteúdos pornográficos em horário de protecção infantil, dentro dos programa Sé lo que hicisteis… e Family Guy.
Outro assunto desta natureza resultou da emissão de uns desenhos animados japoneses de conteúdo pornográfico (hentai), onde se podia ver explicitamente como, em cada capítulo, se violavam várias raparigas. Depois de ser denunciado desde vários sectores da população, (não tanto pelo aspecto infantil que tinham as raparigas que os próprios homens tinham de perguntar se elas eram verdadeiramente maiores de idade, como pela brutalidade das violações que começavam com uma total resistência para terminarem encantadas), o canal decidiu retirá-los, mas não o fez imediatamente. A apresentadora Mamen Mendizábal abriu certa noite o noticiário a criticar quem se tinha sentido ofendido pela série hentai alegando que "eram só desenhos animados". No entanto, o canal acabou por retirar pouco tempo depois a série, mas depois voltou a emitir a série desde o primeiro capítulo, por petição de numerosos espectadores aficionados ao género hentai, alegando ter a consciência tranquila, apoiando-se nas afirmações em direto da apresentadora Mamen Mendizábal, "são só desenhos animados".
Segundo o terceiro relatório da Comissão Mista de Seguimento do Código de Autorregulação de Conteúdos Televisivos e Infância, a laSexta foi o canal que mais vezes descumpriu esse código entre Março de 2007 e Março de 2008, com um total de 38 infrações, sobre 52 denúncias recebidas. O programa do canal que recebeu mais queixas ante o comité de Auto-regulação nesse período foram as reposições matinais do late-show Buenafuente.
Em Setembro de 2008, o Tribunal Mercantil de Barcelona proibiu à laSexta a emissão de imagens da TeleCinco, ao considerar que esta prática infligia os direitos de propriedade intelectual. Deste modo, o juiz considerou parcialmente a demanda da TeleCinco pelo uso abusivo de imagens de fragmentos dos seus programas em três programas da laSexta: Sé lo que hicisteis…, El Intermedio e Traffic TV. A sentença, mesmo assim, condenou a laSexta a pagar uma indemnização por danos e prejuízos. Finalmente a TeleCinco ganhou a demanda e a partir do dia 11 de Novembro a laSexta não pode emitir imagens da TeleCinco.

## Estrutura accionista
Actualmente, a La Sexta tem as seguintes participações accionistas:
- 51% GAMP (Grupo Audiovisual de Medios de Producción) participada por:
  - 69,95% Grupo Árbol-Globomedia (Emilio Aragón) e Mediapro.
  - 9,8% Bilbao Bizkaia Kutxa (caixa de aforros vasca)
  - 8,25% El Terrat (Andreu Buenafuente)
  - 12% Bainet (Karlos Arguiñano)
- 40% Televisa (Grupo mediático méxicano)
- 9% acionistas menores, entre os quais se inclui Gala Capital (propriedade de George Soros).

A Televisa garantiu 40% da concessão do canal.

## Presidente
- Emilio Aragón, fundador da produtora Globomedia e do Grupo Árbol.

## Apresentadores
| - Agustín Jiménez - Alberto Casado - Andrés Montes - Andreu Buenafuente - Ángel Martín - Antonio Esteva - Antxine Olano - Arantxa Bonete - Beatriz Montañez - Berta Collado - Berto Romero | - Carolina Ferré - Cristina Saavedra - Cristina Villanueva - Dani Mateo - David Fernández (Rodolfo Chikilicuatre) - Elvira Prado - Emilio Aragón - Eva Arguiñano - Eva González - Florentino Fernández - Frank Blanco | - Gran Wyoming - Helena Resano - Javier Martín - Joaquín Reyes - Jordi Évole (El Follonero) - José Lozano - Josep Tomás - Juan Ramón Lucas - Juanma López Iturriaga - Mamen Mendizábal - María Martínez | - Mario Díaz - Martina Klein - Michelle Jenner - Miguel Nadal - Miriam Santamaría - Olga Viza - Óscar Rincón - Patricia Conde - Patxi Alonso - Pepe Macías - Pocholo Martínez Bordiú | - Raúl Cimas - Ruth Jiménez - Santiago Segura - Sara Carbonero - Silvia Abril - Usun Yoon |